# El crimen de Cuenca (novela)
El crimen de Cuenca es una novela de Alicio Garcitoral publicada en 1932 en edición limitada. Está encuadrada dentro de la literatura social de los años anteriores a la guerra civil española. Fue reeditada con prólogo y edición de José Esteban en 1981 por la editorial Ayuso. 

## El libro
Narra sus andanzas y experiencias en la provincia de Cuenca durante los años republicanos, donde fue gobernador civil desde agosto de 1931 hasta que dimitió a finales de 1932. El crimen al que se refiere es el estado de caciquismo que domina dicha provincia.